# Max-Steenbeck-Gymnasium

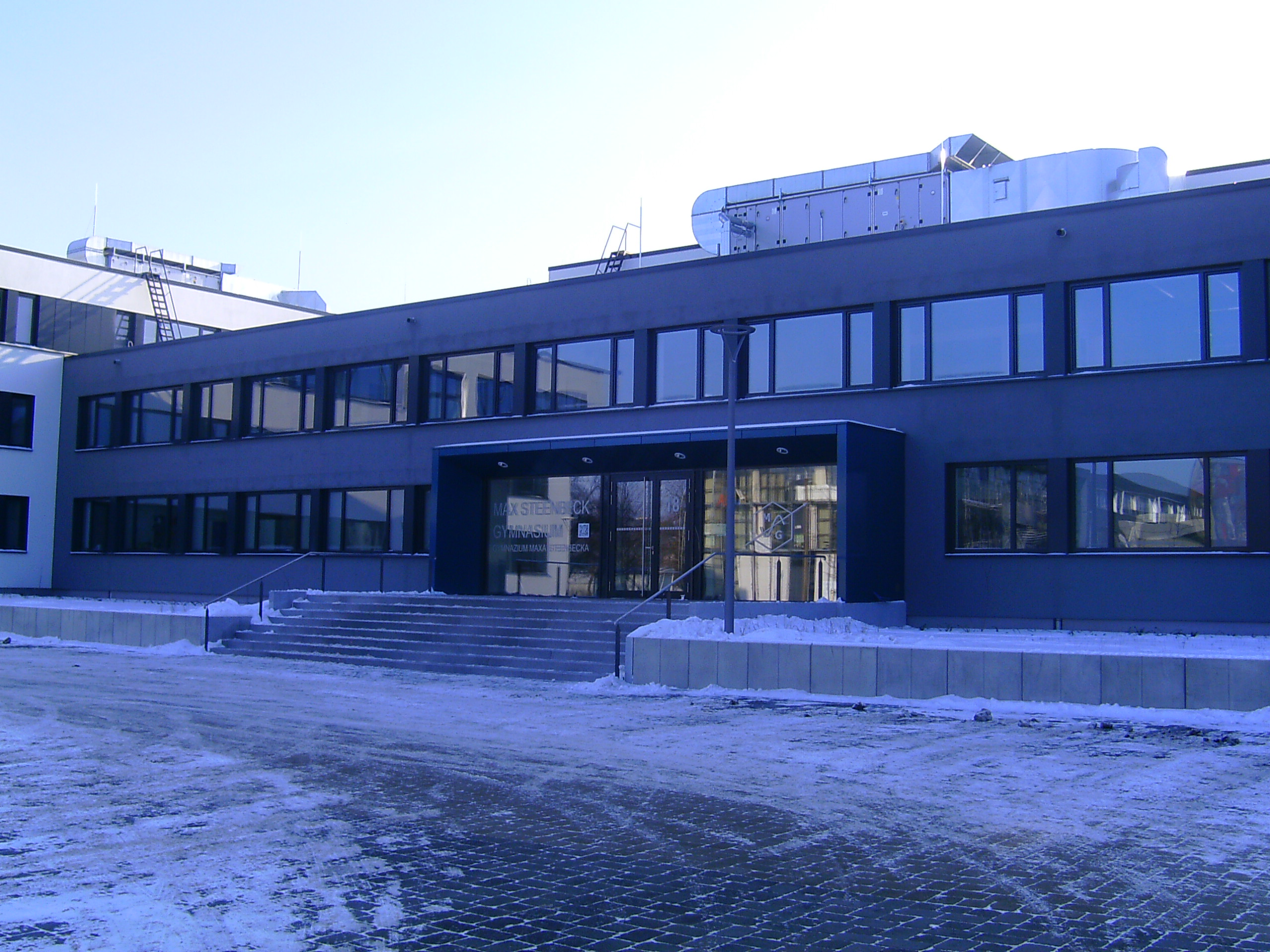
Max-Steenbeck-Gymnasium während der Umbauarbeiten

Das Max-Steenbeck-Gymnasium in Cottbus ist ein Gymnasium mit erweiterter mathematisch-naturwissenschaftlich-technischer (MINT-Fächer) Ausbildung. Benannt ist es nach dem Physiker Max Steenbeck.

## Geschichte
Das Max-Steenbeck-Gymnasium wurde am 1. September 1989 als Spezialschule mathematisch-naturwissenschaftlich-technischer Richtung „Max Steenbeck“ gegründet. Mit der deutschen Wiedervereinigung im Jahre 1990 und der damit verbundenen Änderung des Bildungssystems wurde aus der ehemaligen Spezialschule das heutige Gymnasium. Infolge dieser und weiterer Änderungen wurde auch die Eintrittsklassenstufe von der damals 9. auf die 7. und schließlich auf die 5. Klasse gesenkt.
Die 36 Schüler des ersten und einzigen Jahrganges am Steenbeck als Spezialschule wurden in einem extra dafür entwickelten Auswahlverfahren, bestehend aus mehrtägigen schriftlichen und mündlichen Prüfungen und persönlichen Gesprächen, aus über 100 Bewerbern ausgewählt. Mit dem Wechsel der Schulform zum Gymnasium wurde dieses Auswahlverfahren abgeschafft und durch ein neues, transparentes Kontakt- und Beratungsverfahren ersetzt.

## Begabtenförderung
In der Schule gibt es seit 2007 die Klassen 5/6. Die Kandidaten müssen einen speziellen Test belegen, wonach die besten 25 ausgesucht und in die Leistungs- und Begabungsklasse (LuBK) 5 eingeladen werden. Es gibt drei so genannte Briefarten. Die bekommt man nach dem Test. Die Arten sind:
1. A-Brief (hat gute Chancen in die Schule zu kommen)
2. B-Brief (Einladung zum Gespräch)
3. C+-Brief (schlechte Chancen; mit Gespräch, wenn Hauptfächer gut absolviert sind)
4. C-Brief (Abgelehnt)

Die Förderung konzentriert sich insbesondere auf die Profilfächer, die auch in der Stundentafel Priorität haben.
In der Sekundarstufe I ist die Anzahl der Wochenstunden in den Fächern Physik, Chemie und Biologie erhöht. Technik und Informatik sind durchgängige Pflichtfächer. Zusätzlicher Wahlpflichtunterricht und Arbeitsgemeinschaften in Mathematik, Physik, Chemie, Biologie, Technik und Informatik ergänzen die Ausbildung. In der Sekundarstufe II liegen die Profil- bzw. Leistungskurse hauptsächlich in den oben genannten Fachbereichen.
Das nahegelegene Wohnheim ermöglicht es auch Schülern anderer Gebiete, an diesem Spezialgymnasium zu lernen und wird von einem beachtlichen Teil der Schüler genutzt.
Das Lernen bei niedrigen Klassenstärken (aktuell 24 Schüler) und in Teilungsgruppen ist sehr intensiv. Von den bisherigen 576 Abiturienten legten 119 Schüler ihren Abschluss mit der Note 1,0 ab (≈ 20 %).
Das Max-Steenbeck-Gymnasium ist Mitglied im Verein mathematisch-naturwissenschaftlicher Excellence-Center an Schulen e. V.

## Erfolge
Das Max-Steenbeck-Gymnasium Cottbus zeichnet sich durch Erfolge auch bei internationalen Wettbewerben aus, insbesondere in den Bereichen Physik, Chemie, und Informatik. Preise konnten außerdem in zahlreichen Landes- und Bundeswettbewerben errungen werden, ebenso wie bei Jugend forscht.

### Medaillen internationaler Olympiaden
- Internationale Physikolympiade: 2 × Gold, 3 × Silber, 5 × Bronze, 1 × Anerkennung
- Internationale Chemieolympiade:[2] 1 × Gold, 2 × Silber, 3 × Bronze
- Internationale Biologie-Olympiade: 1 × Gold, 3 × Silber, 1 × Bronze
- Internationale Informatik-Olympiade: 3 × Bronze
- Zentraleuropäische Informatikolympiade: 1 × Silber, 1 × Bronze
- Baltische Informatik-Olympiade: 1 × Gold
- Europäische Wissenschaftsolympiade: 2 × Gold, 2 × Silber
- Internationale Jugend-Naturwissenschaftsolympiade: 2 × Silber

## Gebäude
Das Max-Steenbeck-Gymnasium befindet sich in der Universitätsstraße 18, direkt gegenüber der Mensa der BTU Cottbus-Senftenberg. Das zweiflüglige Schulgebäude wurde 1974 aus Großplatten im Bausystem „Leichte Geschossbauweise-Cottbus“ errichtet. Dieser Typenschulbau in Wand-Skelett-Stahlbeton-Bauweise ist regional weit verbreitet. Allein fünf baugleiche Schulen finden sich in Cottbus. Bis zur Wende war hier die 21. POS „Friedrich Engels“ untergebracht. Am Samstag, dem 16. März 1985, entging die vollbesetzte Schule nur knapp einer Katastrophe, als kurz vor 9 Uhr direkt daneben eine führerlose MiG-21 M des Jagdfliegergeschwaders 7 der Nationalen Volksarmee (NVA) in das damalige Studentenwohnheim III der Ingenieurhochschule Cottbus abstürzte.
Die Stadt Cottbus entschied sich 2010 das Gebäude als Passivhaus zu sanieren.
Anders als beim alten Standort in der Elisabeth-Wolf-Straße (der ebenfalls aus zwei Gebäuden bestand) sind diese durch einen Zwischentrakt verbunden, in dem sich Aula und Cafeteria sowie die Eingänge befinden. Die zur Schule gehörende Turnhalle und der Sportplatz wurden vor dem Umzug im Sommer 2012 renoviert.

## Partnerschulen
Es gibt einen Schüleraustausch mit der Základná Skola Košice, wobei die Schüler sich mit den Besuchen abwechseln. Košice und Cottbus sind Partnerstädte. Zuletzt waren Schüler aus Košice 2019 am Steenbeck-Gymnasium zu Gast.
Des Weiteren ist das Cottbuser Gymnasium Teilnehmer am Comenius-Programm der Europäischen Union. Im Jahr 2007 besuchten Schüler und Lehrer aus Dänemark, Polen, Nordirland und Frankreich das Max-Steenbeck-Gymnasium im Rahmen des Comeniusprojekts.

## Förderverein
Der Förderverein des Max-Steenbeck-Gymnasiums besteht seit dem 30. November 1991 in Zusammenarbeit von Eltern, Lehrern und Schülern und hat zurzeit etwa 255 Mitglieder. Zu den Zielen gehören die Sicherung des Status einer Spezialschule (Lehr- und Lernmittel), die Förderung von Wettbewerben, Schülerfahrten und Auszeichnungen. Der Jahresumsatz beträgt etwa 15.000 €; Vorsitzende ist Frau Welz.

## Schülerfirma
Seit dem 21. März 2007 existiert die Steenbeck Merchandising AG, ein von Schülern gegründetes und geführtes Unternehmen, das es sich zum Ziel gesetzt hat, den Öffentlichkeitsauftritt der Schule zu unterstützen. Der Vorstand besteht aus sechs Schülern. Die Schülerfirma ist als Aktiengesellschaft organisiert, so dass wirtschaftliche Abläufe erprobt werden können. Unter den Aktionären befinden sich überwiegend Schüler, Eltern und Lehrer, ferner Frank Szymanski (ehem. Oberbürgermeister der Stadt Cottbus) und Steffen Reiche.

## Max Soccer League
Die Max Soccer League ist eine 1998 gegründete schulinterne Fußball-Liga des Max-Steenbeck-Gymnasiums. Dabei treten gegenwärtig über 100 Schülerinnen und Schüler des Gymnasiums in sieben Mannschaften der jeweiligen Klassenstufen in ihrer Freizeit gegeneinander im Spree-Stadion an. Die Liga wird ausschließlich von Schülern in demokratischer Form organisiert.
Für die demokratische Organisation und ihr Engagement in der Verständigung der Jahrgänge untereinander über den Unterricht hinaus war das Projekt „Max Soccer League“ beim Wettbewerb Demokratisch Handeln der Lernstatt 2001 in Aachen Preisträger. Den Juroren, unter anderem der Theodor-Heuss-Stiftung und der Akademie für Bildungsreform, hat das Projekt so ausgezeichnet gefallen, dass die Lernstatt 2002 am Max-Steenbeck-Gymnasium in Cottbus ausgetragen wurde (12. bis 16. Juni 2002). Mit dieser Würdigung der Organisationsform wurde das Projekt bundesweit bekannt.
Im Herbst 2008 wurde das zehnjährige Bestehen der Max Soccer League in einer Festwoche (30. September bis 2. Oktober 2008) zelebriert.

## Absolventen
Alle fünf Jahre zelebriert das Max-Steenbeck-Gymnasium ein Absolvententreffen. Das letzte fand im Jahr 2014 statt.